# ديف رايس (مدرب كرة سلة)
ديف رايس (بالإنجليزية: Dave Rice)‏ هو مدرب كرة سلة أمريكي، ولد في 29 أغسطس 1968 في بومونا في الولايات المتحدة.

## روابط خارجية
- ديف رايس على موقع كلية كرة السلة في سبورتس رفرنس.كوم (الإنجليزية)
- ديف رايس على موقع كلية كرة السلة في سبورتس رفرنس.كوم (الإنجليزية)